# Rally di Gran Bretagna

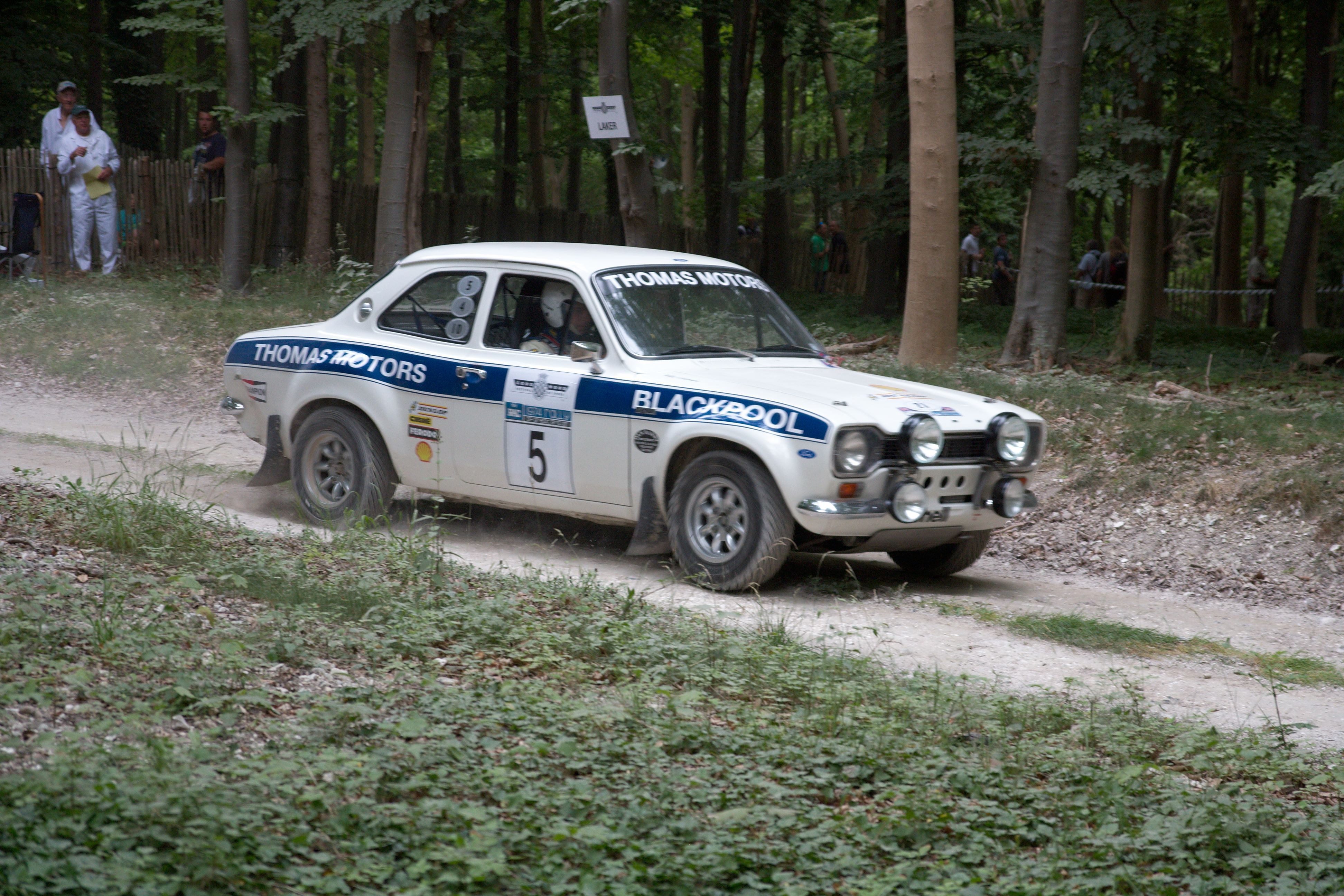
Billy Coleman SU Ford Escort RS 1600 al RAC 1974

Il Rally di Gran Bretagna (Wales Rally of Great Britain), conosciuto anche come RAC Rally (Royal Automobile Club Rally), è la manifestazione rallistica più importante organizzata nel Regno Unito ed è uno degli appuntamenti fissi del campionato del mondo rally.

## Albo d'oro
| Anno    | Nome evento                           | Traguardo                                            | Vincitori                                            | Vettura                                              | Validità |
| ------- | ------------------------------------- | ---------------------------------------------------- | ---------------------------------------------------- | ---------------------------------------------------- | -------- |
| 1932    | RAC Rally                             | Torquay                                              | Col. Loughborough                                    | Lanchester                                           |          |
| 1933    | RAC Rally                             | Hastings                                             | Miss Kitty Brunell                                   | AC Ace                                               |          |
| 1934    | RAC Rally                             | Bournemouth                                          | F R G Spikins                                        | Singer Le Mans                                       |          |
| 1935    | RAC Rally                             | Eastbourne                                           | Risultato mancante                                   | Risultato mancante                                   |          |
| 1936    | RAC Rally                             | Torquay                                              | C E A Westcott                                       | Austin 7                                             |          |
| 1937    | RAC Rally                             | Hastings                                             | Jack Harrop                                          | Jaguar SS100                                         |          |
| 1938    | RAC Rally                             | Blackpool                                            | Jack Harrop                                          | Jaguar SS100                                         |          |
| 1939    | RAC Rally                             | Brighton                                             | Abiegeg Fane                                         | BMW 328                                              |          |
| 1940–50 |                                       | Non disputato a causa della Seconda guerra mondiale  | Non disputato a causa della Seconda guerra mondiale  | Non disputato a causa della Seconda guerra mondiale  |          |
| 1951    | 1° RAC Rally                          | Bournemouth                                          | Ian Appleyard Mrs. Pat Appleyard                     | Jaguar XK120                                         |          |
| 1952    | 2° RAC Rally                          | Scarborough                                          | Godfrey Imhof Mrs. Barbara Frayling                  | Allard-Cadillac J2                                   |          |
| 1953    | 3° RAC Rally                          | Hastings                                             | Ian Appleyard Mrs. Pat Appleyard                     | Jaguar XK120                                         | ERC      |
| 1954    | 4° RAC Rally                          | Blackpool                                            | John Wallwork Harold Brooks                          | Triumph TR2                                          | ERC      |
| 1955    | 5° RAC Rally                          | Hastings                                             | Jimmy Ray Brian Horrocks                             | Standard Ten                                         | ERC      |
| 1956    | 6° RAC Rally                          | Blackpool                                            | Lyndon Sims Rupert Jones Tony Ambrose                | Aston Martin DB2                                     | ERC      |
| 1957    |                                       | Non disputato a causa della Crisi di Suez            | Non disputato a causa della Crisi di Suez            | Non disputato a causa della Crisi di Suez            | ERC      |
| 1958    | 7° RAC Rally                          | Hastings                                             | Peter Harper Dr Bill Deane                           | Sunbeam Rapier                                       | ERC      |
| 1959    | 8° RAC Rally                          | Londra                                               | Gerald Burgess Sam Croft-Pearson                     | Ford Zephyr Six                                      | ERC      |
| 1960    | 9° RAC Rally                          | Brands Hatch                                         | Erik Carlsson Stuart Turner                          | Saab 96                                              | ERC      |
| 1961    | 10° RAC Rally                         | Brighton                                             | Erik Carlsson John Brown                             | Saab 96                                              | ERC      |
| 1962    | 11° RAC Rally                         | Bournemouth                                          | Erik Carlsson David Stone                            | Saab 96                                              | ERC      |
| 1963    | 12° RAC Rally                         | Bournemouth                                          | Tom Trana Sune Lundström                             | Volvo PV544                                          | ERC      |
| 1964    | 13° RAC Rally                         | Londra                                               | Tom Trana Gunnar Thermanius                          | Volvo PV544                                          | ERC      |
| 1965    | 14° RAC Rally                         | Londra                                               | Rauno Aaltonen Tony Ambrose                          | BMC Mini Cooper S 1275                               | ERC      |
| 1966    | 15° RAC Rally                         | Londra                                               | Bengt Söderström Gunnar Palm                         | Lotus Cortina                                        | ERC      |
| 1967    | 16° RAC Rally                         | Cancellato a causa di un'epidemia di afta epizootica | Cancellato a causa di un'epidemia di afta epizootica | Cancellato a causa di un'epidemia di afta epizootica | ERC      |
| 1968    | 17° RAC Rally                         | Londra                                               | Simo Lampinen John Davenport                         | Saab 96 V4                                           | ERC      |
| 1969    | 18° RAC Rally                         | Londra                                               | Harry Kallström Gunnar Haggbom                       | Lancia Fulvia 1.6 Coupé HF                           | ERC      |
| 1970    | 19° Daily Mirror RAC Rally            | Londra                                               | Harry Kallström Gunnar Haggbom                       | Lancia Fulvia 1.6 Coupé HF                           | ICM      |
| 1971    | 20° Daily Mirror RAC Rally            | Harrogate                                            | Stig Blomqvist Arne Hertz                            | Saab 96 V4                                           | ICM      |
| 1972    | 21° Daily Mirror RAC Rally            | York                                                 | Roger Clark Tony Mason                               | Ford Escort RS1600                                   | ICM      |
| 1973    | 22° Daily Mirror RAC Rally            | York                                                 | Timo Mäkinen Henry Liddon                            | Ford Escort RS1600                                   | WRC      |
| 1974    | 23° Lombard RAC Rally                 | York                                                 | Timo Mäkinen Henry Liddon                            | Ford Escort RS1600                                   | WRC      |
| 1975    | 24° Lombard RAC Rally                 | York                                                 | Timo Mäkinen Henry Liddon                            | Ford Escort RS1800                                   | WRC      |
| 1976    | 25° Lombard RAC Rally                 | Bath                                                 | Roger Clark Stuart Pegg                              | Ford Escort RS1800                                   | WRC      |
| 1977    | 26° Lombard RAC Rally                 | York                                                 | Björn Waldegård Hans Thorszelius                     | Ford Escort RS1800                                   | WRC      |
| 1978    | 27° Lombard RAC Rally                 | Birmingham                                           | Hannu Mikkola Arne Hertz                             | Ford Escort RS1800                                   | WRC      |
| 1979    | 28° Lombard RAC Rally                 | Chester                                              | Hannu Mikkola Arne Hertz                             | Ford Escort RS1800                                   | WRC      |
| 1980    | 29° Lombard RAC Rally                 | Bath                                                 | Henri Toivonen Paul White                            | Talbot Sunbeam Lotus                                 | WRC      |
| 1981    | 30° Lombard RAC Rally                 | Chester                                              | Hannu Mikkola Arne Hertz                             | Audi quattro                                         | WRC      |
| 1982    | 31° Lombard RAC Rally                 | York                                                 | Hannu Mikkola Arne Hertz                             | Audi quattro                                         | WRC      |
| 1983    | 32° Lombard RAC Rally                 | Bath                                                 | Stig Blomqvist Björn Cederberg                       | Audi Quattro A2                                      | WRC      |
| 1984    | 33° Lombard RAC Rally                 | Chester                                              | Ari Vatanen Terry Harryman                           | Peugeot 205 Turbo 16                                 | WRC      |
| 1985    | 34° Lombard RAC Rally                 | Nottingham                                           | Henri Toivonen Neil Wilson                           | Lancia Delta S4                                      | WRC      |
| 1986    | 35° Lombard RAC Rally                 | Bath                                                 | Timo Salonen Seppo Harjanne                          | Peugeot 205 Turbo 16                                 | WRC      |
| 1987    | 36° Lombard RAC Rally                 | Chester                                              | Juha Kankkunen Juha Piironen                         | Lancia Delta HF 4WD                                  | WRC      |
| 1988    | 37° Lombard RAC Rally                 | Harrogate                                            | Markku Alén Ilkka Kivimäki                           | Lancia Delta HF Integrale                            | WRC      |
| 1989    | 38° Lombard RAC Rally                 | Nottingham                                           | Pentti Airikkala Ronan McNamee                       | Mitsubishi Galant VR-4                               | WRC      |
| 1990    | 46° Lombard RAC Rally                 | Harrogate                                            | Carlos Sainz Luis Moya                               | Toyota Celica GT-Four                                | WRC      |
| 1991    | 47° Lombard RAC Rally                 | Harrogate                                            | Juha Kankkunen Juha Piironen                         | Lancia Delta HF Integrale 16V                        | WRC      |
| 1992    | 48° Lombard RAC Rally                 | Chester                                              | Carlos Sainz Luis Moya                               | Toyota Celica Turbo 4WD                              | WRC      |
| 1993    | 49° Network Q RAC Rally               | Birmingham                                           | Juha Kankkunen Nicky Grist                           | Toyota Celica Turbo 4WD                              | WRC      |
| 1994    | 50° Network Q RAC Rally               | Chester                                              | Colin McRae Derek Ringer                             | Subaru Impreza 555                                   | WRC      |
| 1995    | 51° Network Q RAC Rally               | Chester                                              | Colin McRae Derek Ringer                             | Subaru Impreza 555                                   | WRC      |
| 1996    | 52° Network Q RAC Rally               | Chester                                              | Armin Schwarz Denis Giraudet                         | Toyota Celica GT-Four                                | 2-L WC   |
| 1997    | 53° Network Q RAC Rally               | Cheltenham                                           | Colin McRae Nicky Grist                              | Subaru Impreza WRC                                   | WRC      |
| 1998    | 54° Network Q Rally of Great Britain  | Cheltenham                                           | Richard Burns Robert Reid                            | Mitsubishi Carisma GT Evo 5                          | WRC      |
| 1999    | 55th Network Q Rally of Great Britain | Cheltenham                                           | Richard Burns Robert Reid                            | Subaru Impreza WRC                                   | WRC      |
| 2000    | 56° Network Q Rally of Great Britain  | Cardiff                                              | Richard Burns Robert Reid                            | Subaru Impreza WRC                                   | WRC      |
| 2001    | 57° Network Q Rally of Great Britain  | Cardiff                                              | Marcus Grönholm Timo Rautiainen                      | Peugeot 206 WRC                                      | WRC      |
| 2002    | 58° Network Q Rally of Great Britain  | Cardiff                                              | Petter Solberg Phil Mills                            | Subaru Impreza WRC                                   | WRC      |
| 2003    | 59° Wales Rally of Great Britain      | Cardiff                                              | Petter Solberg Phil Mills                            | Subaru Impreza WRC                                   | WRC      |
| 2004    | 60° Wales Rally of Great Britain      | Cardiff                                              | Petter Solberg Phil Mills                            | Subaru Impreza WRC                                   | WRC      |
| 2005    | 61° Wales Rally of Great Britain      | Cardiff                                              | Petter Solberg Phil Mills                            | Subaru Impreza WRC                                   | WRC      |
| 2006    | 62th Wales Rally of Great Britain     | Cardiff                                              | Marcus Grönholm Timo Rautiainen                      | Ford Focus RS WRC 06                                 | WRC      |
| 2007    | 63th Wales Rally of Great Britain     | Cardiff                                              | Mikko Hirvonen Jarmo Lehtinen                        | Ford Focus RS WRC 07                                 | WRC      |
| 2008    | 64th Wales Rally GB                   | Cardiff                                              | Sébastien Loeb Daniel Elena                          | Citroën C4 WRC                                       | WRC      |
| 2009    | 65th Rally GB                         | Cardiff                                              | Sébastien Loeb Daniel Elena                          | Citroën C4 WRC                                       | WRC      |
| 2010    | 66th Wales Rally GB                   | Cardiff                                              | Sébastien Loeb Daniel Elena                          | Citroën C4 WRC                                       | WRC      |
| 2011    | 67th Wales Rally GB                   | Cardiff                                              | Jari-Matti Latvala Miikka Anttila                    | Ford Fiesta RS WRC                                   | WRC      |
| 2012    | 68th Wales Rally GB                   | Cardiff                                              | Jari-Matti Latvala Miikka Anttila                    | Ford Fiesta RS WRC                                   | WRC      |
| 2013    | 69th Wales Rally GB                   | Cardiff                                              | Sébastien Ogier Julien Ingrassia                     | Volkswagen Polo R WRC                                | WRC      |
| 2014    | 70th Wales Rally GB                   | Deeside                                              | Sébastien Ogier Julien Ingrassia                     | Volkswagen Polo R WRC                                | WRC      |
| 2015    | 71st Wales Rally GB                   | Deeside                                              | Sébastien Ogier Julien Ingrassia                     | Volkswagen Polo R WRC                                | WRC      |
| 2016    | 72nd Dayinsure Wales Rally GB         | Deeside                                              | Sébastien Ogier Julien Ingrassia                     | Volkswagen Polo R WRC                                | WRC      |
| 2017    | 73rd Dayinsure Wales Rally GB         | Deeside                                              | Elfyn Evans Daniel Barritt                           | Ford Fiesta WRC                                      | WRC      |
| 2018    | 74th Dayinsure Wales Rally GB         | Deeside                                              | Sébastien Ogier Julien Ingrassia                     | Ford Fiesta WRC                                      | WRC      |
| 2019    | 75th Dayinsure Wales Rally GB         | Llandudno                                            | Ott Tänak Martin Järveoja                            | Toyota Yaris WRC                                     | WRC      |
| 2020    | 76th Wales Rally GB                   | L'evento è stato cancellato a causa del COVID-19     | L'evento è stato cancellato a causa del COVID-19     | L'evento è stato cancellato a causa del COVID-19     | WRC      |
| 2021    | Rally UK 2021                         | L'evento è stato cancellato                          | L'evento è stato cancellato                          | L'evento è stato cancellato                          | WRC      |